# Marcel Duchamp

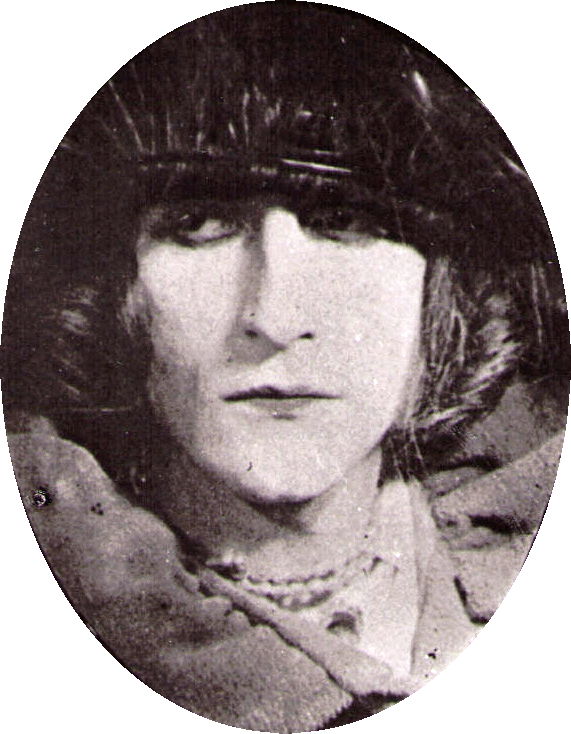
Duchamp als zijn vrouwelijke alter ego Rrose Sélavy, gefotografeerd door Man Ray in 1921

Marcel Duchamp (Blainville-Crevon, 28 juli 1887 - Neuilly-sur-Seine, 2 oktober 1968) was een Frans kunstenaar. In zijn loopbaan werkte hij aanvankelijk als kunstschilder en later als beeldhouwer. Hij werkte als futurist, dadaïst en surrealist. In zijn latere leven was hij een zeer sterke schaker. Duchamp was de eerste die een nauwelijks aangeraakt industrieel product als kunstwerk presenteerde. Zijn oeuvre was van grote invloed op latere ontwikkelingen in de moderne kunst zoals conceptuele kunst en minimal art.

## Levensloop
Marcel Duchamp werd geboren in een kunstenaarsgezin met zijn aanvankelijk even bekende broers Raymond Duchamp-Villon en Jacques Villon. In 1902 begon hij te schilderen in neo-impressionistische stijl. Vanaf 1910 begon hij de stijl van Paul Cézanne aan te hangen en sloot hij zich aan bij de Puteaux-groep van zijn broer Jacques, ook schilderde hij een tijd in de stijl van het Kubisme. In januari 1912 werd Duchamp echter gedwongen zijn Nu descendant un escalier no 2 (Naakt de trap afdalend)) te verwijderen uit een tentoonstelling van de Salon des Indépendants in Parijs, waarna hij zich uit de Puteaux-groep terugtrok. Een jaar later veroorzaakte Nu descendant un escalier no 2 grote ophef op de Armory Show in New York, waardoor Duchamp internationaal bekendheid verwierf.
Relevant voor het begrip van zijn humoristische manier van kunst maken is dat hij aan het begin van zijn carrière regelmatig cartoons tekende voor tijdschriften. 
Duchamp heeft zichzelf gedurende zijn hele leven niet van zijn kunst onderhouden. Zo werd zijn werk La mariée mise à nu par ses célibataires, même (The Bride Stripped Bare by her Bachelors, Even, 1915-1923), het "Grote Glas", gefaciliteerd door het verzamelaarsechtpaar Walter en Louise Arensberg in ruil voor onderdak na zijn eerste aankomst in de VS in 1915. In 1922 werd het door verzamelaar Katherine S. Dreier verworven terwijl hij er nog aan werkte.
Na 1913 wendde hij zich af van de schilderkunst en monteerde een fietswiel op een krukje (Roue de bicyclette). Dit werk maakte hij puur voor zijn eigen genoegen; het werd in die tijd niet tentoongesteld, maar achteraf werd het toch beschouwd als een vroege aanloop tot het dadaïsme. In 1915 vertrok hij naar New York.
Duchamp was een van de eersten die een alledaags voorwerp presenteerde als een kunstwerk, (een readymade). Dit was een mijlpaal voor de hedendaagse beeldende kunst en Duchamp riep hiermee kunstfilosofische vragen op over de aard en functie van kunst.

### Fountain

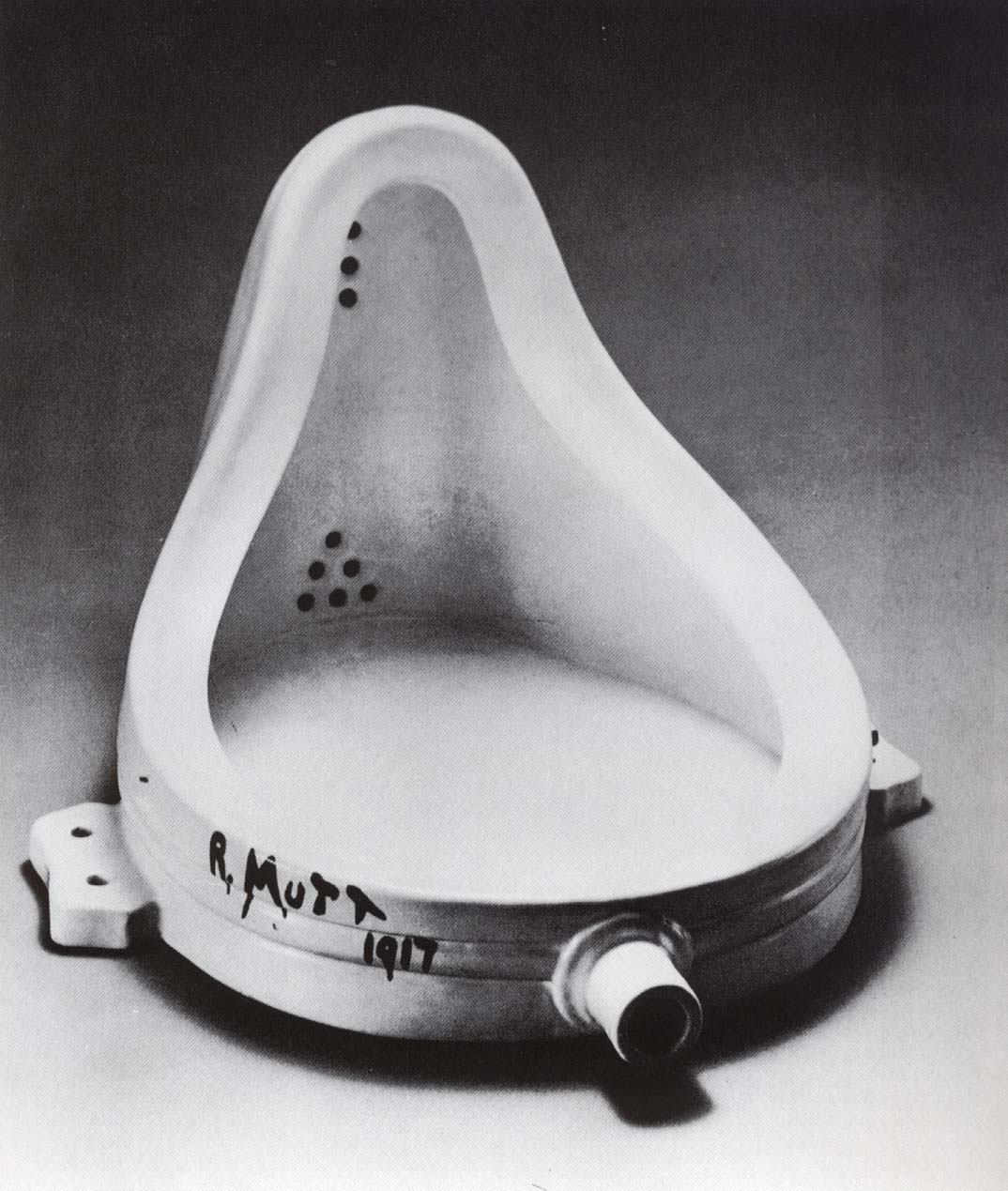
Fountain, 1917

Fountain was een industrieel vervaardigd urinoir, liggend gepresenteerd, betiteld en gesigneerd met "R. Mutt 1917", dat in 1917 anoniem werd ingezonden voor een juryloze expositie van de Society of Independent Artists te New York, waarvan Duchamp medeorganisator was. Men nam de inzending echter niet serieus en dacht dat het om een grap of belediging van de organisatie van de expositie ging. Het werk werd daarom geweigerd.
De ondertekening van het werk met "R. Mutt" leidde tot allerlei speculaties. Kunstkenners gaan er meestal van uit dat Duchamp het onder een pseudoniem inzond om de bereidheid van de organisatie te testen kunstwerken te aanvaarden die niet voldeden aan conventionele esthetische en morele normen, en om een debat op gang te brengen over de waarde van originaliteit en de autoriteit van de kunstenaar. Anderen, zoals William Camfield, Irene Gammel en John Higgs wijzen erop dat Duchamp zelf, in een brief aan zijn zus op 11 april 1917, toegaf, dat niet hij maar een van zijn vrouwelijke kennissen het urinoir had ingezonden. Duchamp heeft deze vriendin nooit bij naam genoemd, maar er werden twee kandidaten voorgesteld: de dadaïstische kunstenares Elsa von Freytag-Loringhoven, en Louise Norton, die een essay bijdroeg aan The Blind Man over 'Fountain'. De Britse kunsthistoricus Glyn Thompson en biografe Irene Gammel beweren dat Elsa von Freytag-Loringhoven de pot signeerde. Ze menen haar handschrift te herkennen en "R. Mutt" als haar woordgrapje te zien. Deze bewering is echter weersproken door een aantal andere kunsthistorici.
In 2004 werd Fountain door een panel van vijfhonderd kunstkenners verkozen tot meest invloedrijke kunstwerk van de twintigste eeuw.
In 1923 verklaarde hij zijn eerste grote werk La Mariée mise à nu par ses célibataires, même (het Grote Glas), waarmee hij in 1915 na zijn aankomst in New York begonnen was, definitief onvoltooid. Met dit werk op glasplaten met verf, looddraad, loodfolie en stof, was hij meer geaffilieerd met het surrealisme.
Nadien gaf hij de kunst op om niet onverdienstelijk te gaan schaken, waarin hij zelfs een grootmeestertitel behaalde. Hij begaf zich weer naar Frankrijk en vertrok pas na de Duitse bezetting van Frankrijk weer naar de VS. In het verborgene werkte hij tot zijn dood nog aan Etant donnés: 1. la chute d'eau/2. le gaz d'éclairage, een installatie bestaande uit een deur met twee kijkgaten die uitzicht gaven op een landschap met daarin een erotisch vrouwelijk naakt, rustend op een takkenbos, dat een gaslamp vasthoudt. Beide grote werken zijn te zien in Philadelphia. Beide werken hebben onder meer de onzichtbare krachten en werkingen van de menselijke seksualiteit als onderwerp, maar verbeelden het op complementaire wijze. Ook werkte hij aan een multiple, bestaande uit een doos in een koffer, La boite-en-valise, gevuld met 69 verkleinde reproducties van zijn eerdere werken.
Duchamp kan, samen met Picasso, Kandinsky en Matisse als de grootvader van de hedendaagse kunst beschouwd worden, en met name als het om de nieuwere kunstvormen als installaties en conceptuele kunst gaat, waar hij in alle richtingen (zelfs in de richting van de videokunst, met zijn film Anemic Cinema) zeer belangrijke stappen heeft gezet.
Minder bekend maar zeker noemenswaardig zijn ook de grafische ontwerpen die Duchamp op zijn naam heeft. De aandacht voor dit aspect van zijn oeuvre is eerder van recente datum, door een publicatie hierover in 1999. Duchamps fascinatie voor het gedrukte beeld zorgde voor werken zoals Rendez-vous de Dimanche, Cahiers d'Art en affiches voor eigen (en ander) werk.

### Schaken
While all artists are not chess players, all chess players are artists.— Marcel Duchamp
Duchamp was een verwoed en verdienstelijk schaker, die het zelfs tot het Franse nationale team gebracht heeft.
Zijn verslaving aan het spel heeft bijgedragen aan een voortijdig eind van zijn huwelijk met Lydie Sarazin-Levassor in 1927: gedurende de wittebroodsweken was hij zo druk met schaakproblemen oplossen, dat zijn vrouw op een nacht toen hij diep in slaap was, uit wanhoop de schaakstukken aan het schaakbord vastgelijmd had. Het huwelijk kwam enkele maanden later ten einde.
Het schaken heeft Duchamp ook tot diverse kunstwerken geïnspireerd. In 1963 schaakte hij met de geheel naakte Eve Babitz, toen een twintigjarige studente en kunst-groupie, in het Pasadena Art Museum in Californië tijdens een overzichtstentoonstelling en waarvan Julian Wasser een iconische foto geschoten heeft.

## Werken (selectie)
- Nu descendant un escalier n° 2 (kubistisch-futuristisch schilderij van een naakte figuur die een trap afdaalt, 1912)[14], Philadelphia Museum of Art
- Fietswiel op sokkel (een fietswiel met vork ondersteboven gemonteerd op witgeschilderde kruk, 1913)
- La mariée mise à nu par ses célibataires, même,  1915-23, Philadelphia Museum of Art

- LHOOQ (reproductie van de Mona Lisa, met snor)
- La boite-en-valise (multiple met reproducties uit zijn hele oeuvre, 1936)

## Werk in openbare collecties (selectie)
- Centre Georges Pompidou, Parijs
- Guggenheim Museum, New York
- Metropolitan Museum of Art, New York
- Museum of Modern Art, New York
- Stedelijk Museum, Amsterdam
- Museum Ludwig, Keulen